# هربینکا
شهر هربینکا (به روسی: Гребінка) در استان پولتاوا در کشور اوکراین واقع شده‌است. جمعیت این شهر ۱۱٬۶۶۲ نفر است.